# Dessalines
Dessalines (en criollo haitiano Desalin) es una comuna de Haití que está situada en el distrito de Dessalines, del departamento de Artibonito.

## Historia
Fundado el 22 de marzo de 1802 con el nombre de Marchand  como villa, fue la capital de Haití durante el Primer Imperio. Pasó a ser comuna en 1843.
Debe su nombre a Jean-Jacques Dessalines.

## Secciones
Está formado por las secciones de:
- Villars (que abarca la villa de Dessalines)
- Fosse Naboth (también denominado Duvallon)
- Ogé
- Poste Pierrot
- Fiéfé (también denominado Petit Cahos)
- La Croix (también denominado Grand Cahos)

## Demografía
| Gráfica de evolución demográfica de Dessalines entre 2009 y 2015 |
|                                                                  |

Los datos demográficos contemplados en este gráfico de la comuna de Dessalines son estimaciones que se han cogido de 2009 a 2015 de la página del Instituto Haitiano de Estadística e Informática (IHSI). 